# Спорышков, Владимир Петрович
Владимир Петрович Спорышков (бел. Уладзімір Пятровіч Спорышкаў; 25 января 1951 г. — 15 апреля 2016 г.) — советский, белорусский и российский кинооператор.
Лауреат Государственной премии СССР (1986) за 4-серийный телефильм «Отцы и дети», Лауреат Государственной премии Республики Беларусь (1996) за фильм «Цветы провинции». Также известен как оператор фильма «В августе 44-го…».

## Биография
Родился 25 января 1951 года в Сталинграде. Мать — Спорышкова Нина Александровна (1919—1990), работала преподавателем геодезии в институте инженеров городского хозяйства. Отец — Спорышков Петр Николаевич (1904—1991), работал на металлургическом заводе «Красный Октябрь» начальником центральной заводской лаборатории.
Учился в физико-математической школе № 8 (1958—1968), и в музыкальной школе № 5 (фортепиано). Всю жизнь любил и разбирался в музыке, прекрасно играл джазовые композиции на фортепиано.
В 1968—1970 годах — учёба в Волгоградском институте инженеров городского хозяйства на факультете «городское строительство».
В 1975 году окончил операторский факультет ВГИКа (мастерская Бориса Волчека).
В 1976—1977 годах проходил службу в Советской армии.
С 1977 года работал на киностудии «Беларусьфильм», г. Минск.
С 2001 по 2011 — по договору, в Москве, оператор ОРТ (1 канал).
Неоднократно сотрудничал с такими режиссёрами, как Виталий Дудин, Вячеслав Никифоров, Дмитрий Зайцев, Михаил Пташук и Андрей Малюков.

### Семья
С 1977 по 1995 год состоял в браке с кинооператором Анастасией Сухановой, их совместная работа на картине «Отцы и дети» получила высокую оценку: в 1986 году оба оператора получили Государственную премию СССР в области искусства

## Критика
По мнению кинокритика Людмилы Саенковой Владимир Спорышков являлся оператором-мастером создания «особенной атмосферы, которая предельно осязаема и чувствуема», уже в фильме — кинодебюте оператора «Первой по росе прошла красавица» главными стали не столько отношения героев « сколько очарование среды, дыхание природы. Сюжет как будто отступил перед акварельной светописью эпизодов».
Именно ему удалось найти удачный изобразительный эквивалент многостраничной сцене захвата шпионов из знаменитого фильма «В августе 44-го…».

## Награды и номинации
| 1986 | Государственная премия СССР за 4-серийный телефильм «Отцы и дети»                                             |
| 1992 | Гран При на МКФ (г. Кадис, Испания), фильм «Франка – жена Хама»                                               |
| 1996 | Государственная премия Республики Беларусь (за операторскую работу, фильм «Цветы провинции»)                  |
| 2000 | Диплом жюри кинематографистов за операторскую работу (фильм «В августе 44-го»)                                |
| 2002 | номинация на НИКУ за лучшую операторскую работу в фильме «В августе 44-го»                                    |
| 2006 | номинация на ТЭФИ в категории Оператор телевизионного художественного фильма/сериала, фильм «Грозовые ворота» |
| 2006 | Медаль Министерства Обороны РФ «За укрепление боевого содружества» (фильм «Грозовые ворота»)                  |

Член Союза Кинематографистов СССР. Член Союза Кинематографистов Республики Беларусь.

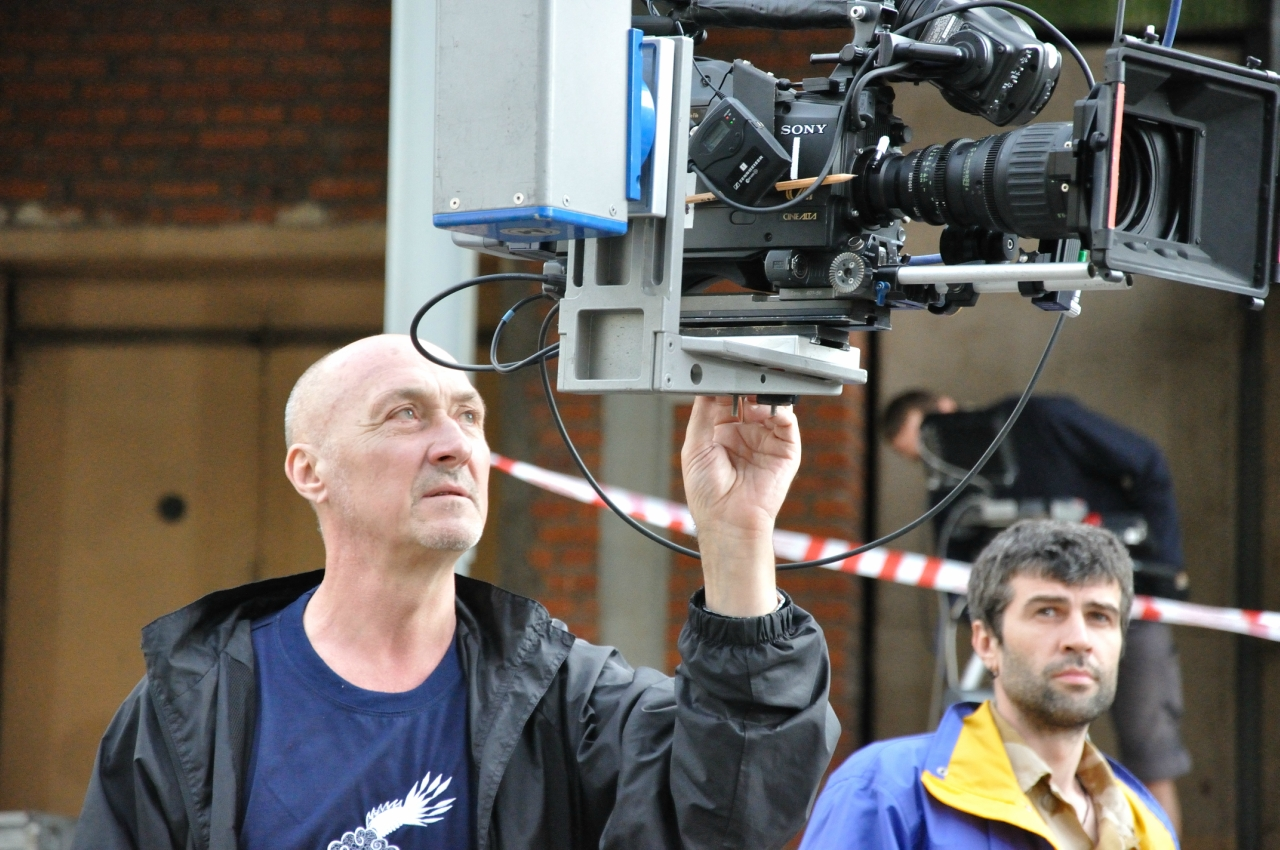
Спорышков В. П.

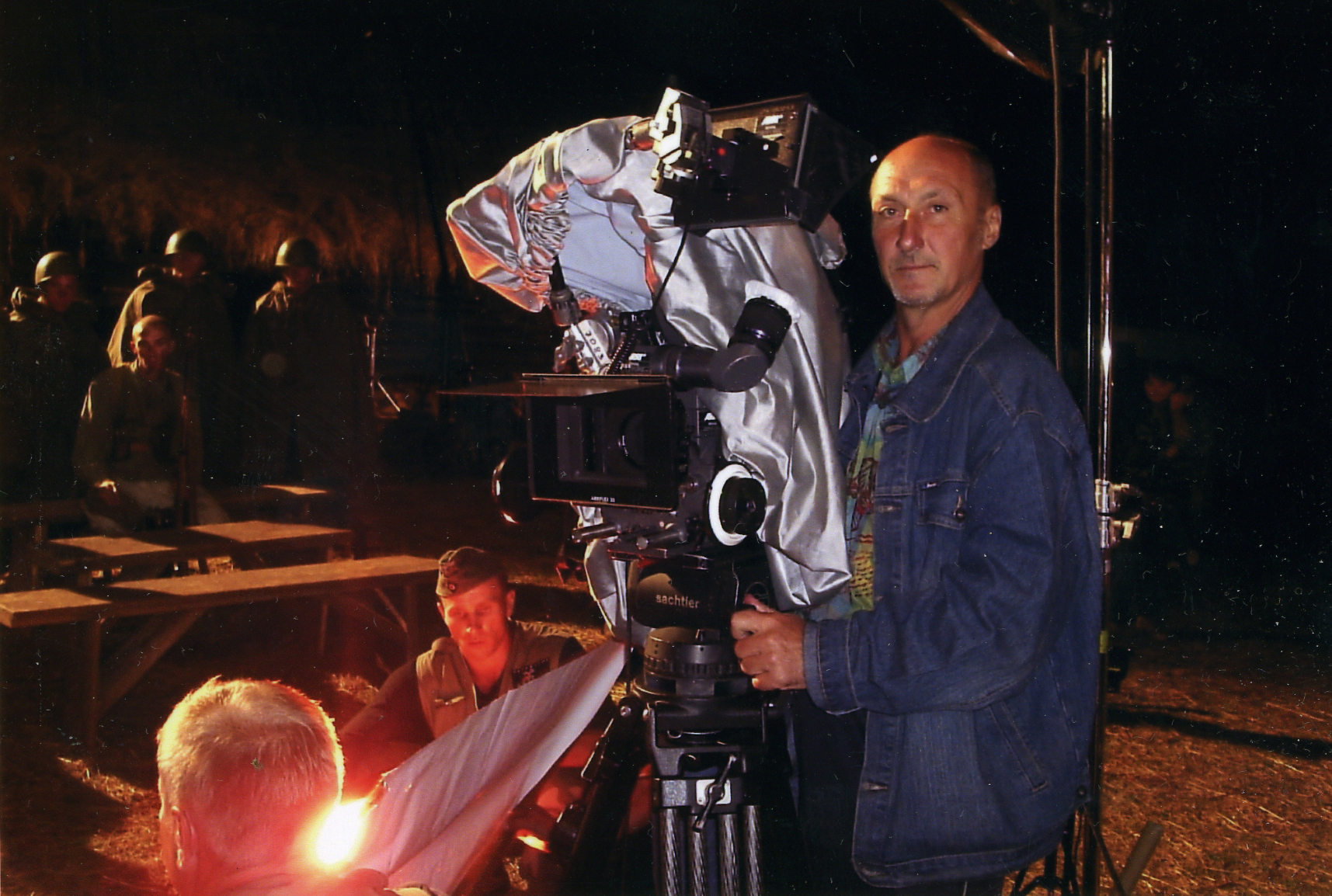
Спорышков В. П.

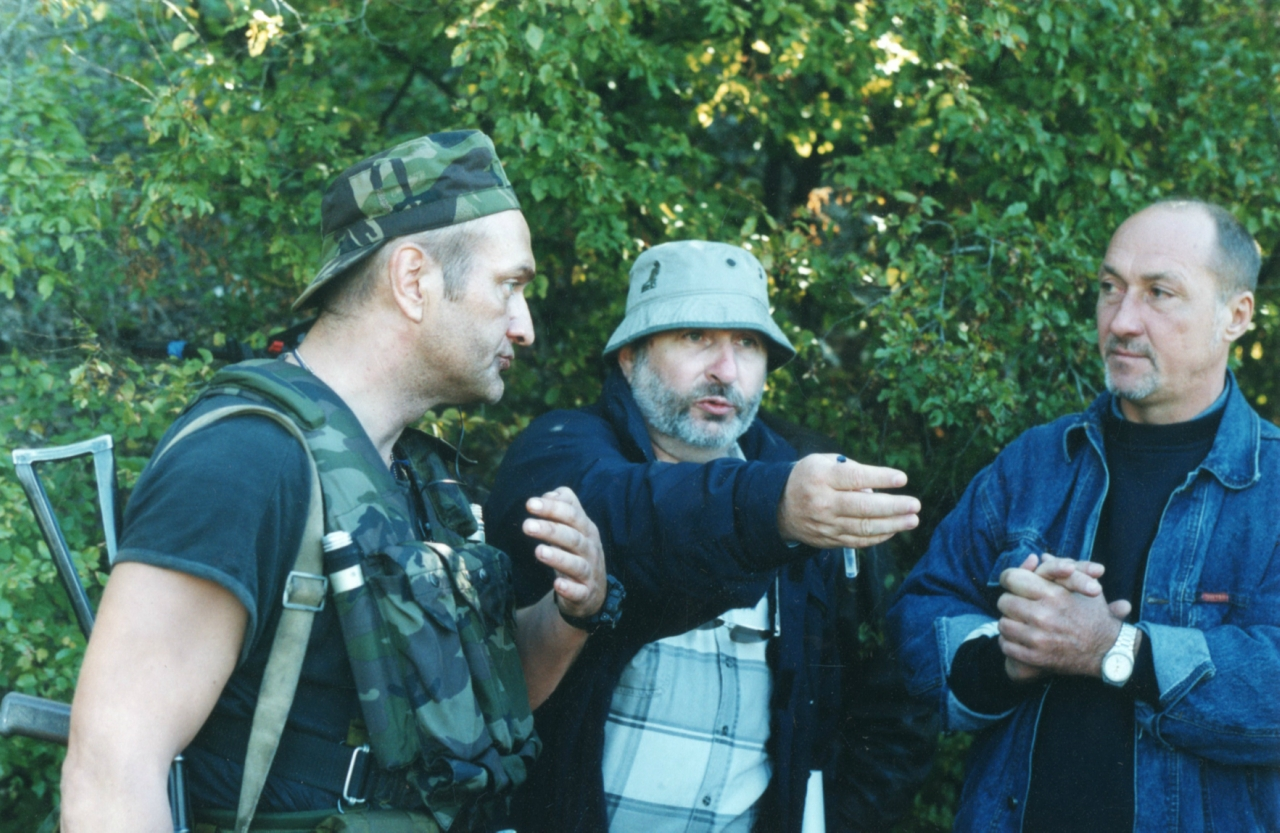
В.Спорышков с реж. А. Малюковым (в центре) и А. Балуевым

## Фильмография
| 1978 | —— Белый аист летит (документальный, 3 части. режиссер Б. Горошко)                                               |
| 1979 | —— Осень земледельца (документальный, 2 части. режиссер Марухин, Юрий Александрович)                             |
| 1979 | —— Первой по росе прошла красавица (режиссер Дудин, Виталий Андреевич)                                           |
| 1979 | —— Точка отсчета (Второй оператор. Реж. Туров, Виктор Тимофеевич, Главный оператор Марухин, Юрий Александрович)  |
| 1980 | —— Все деньги с кошельком (Реж. Дудин, Виталий Андреевич)                                                        |
| 1983 | —— Отцы и дети (по мотивам одноименного романа Ивана Тургенева), 4 серии. Реж. Никифоров, Вячеслав Александрович |
| 1985 | —— Радуница (реж. Марухин, Юрий Александрович)                                                                   |
| 1986 | —— Не забудьте выключить телевизор (реж. Н. Лукьянов, сценарий А. Инин, Ю. Волович)                              |
| 1987 | —— Красный цвет папоротника / Переправа (2 серии. Совместно с ПНР. Реж. Туров, Виктор Тимофеевич)                |
| 1988 | —— Высокая кровь (Совместно с ПНР. Реж. Туров, Виктор Тимофеевич)                                                |
| 1990 | —— Франка – жена Хама (телевизионный, 4 серии. Реж. Зайцев, Дмитрий Евгеньевич)                                  |
| 1991 | —— Бес (Реж. Дудин, Виталий Андреевич)                                                                           |
| 1992 | —— Полёт ночной бабочки (Реж. Ю. Бержицкий)                                                                      |
| 1993 | —— Гладиатор по найму (Реж. Зайцев, Дмитрий Евгеньевич)                                                          |
| 1995 | —— Яндым (Душа сгорела). Страна: Туркмения.                                                                      |
| 1995 | —— Цветы провинции (Реж. Зайцев, Дмитрий Евгеньевич)                                                             |
| 1996 | —— Игра воображения (Реж. Пташук, Михаил Николаевич, сценарий Эмиля Брагинского)                                 |
| 1997 | —— Макбет (Реж. Пташук, Михаил Николаевич)                                                                       |
| 1998 | —— Эксперимент или семейный дуплет (Белорусское ТВ. Реж. В. Спорышков)                                           |
| 1999 | —— Ускоренная помощь, сериал. 1 серия, РТР                                                                       |
| 2000 | —— В августе 44-го. (Реж. Пташук, Михаил Николаевич, сценарий Богомолов Владимир)                                |
| 2000 | —— Ускоренная помощь-2 8-я серия «Недопустимая операция» (сериал Беларусь-Россия 2000—2001)                      |
| 2001 | —— Закон. Сериал РТР, реж. А. Велединский                                                                        |
| 2001 | —— Империя под ударом. 1 серия «Бастард». ОРТ, реж. Никифоров, Вячеслав Александрович                            |
| 2001 | —— Спецназ, телесериал. (3 серии. Реж. Малюков, Андрей Игоревич)                                                 |
| 2001 | —— Убойная сила-3. 7 серия «Судный день». ОРТ, реж. В.Сорокин                                                    |
| 2002 | —— Ледниковый период. 4 серии из 12. ОРТ.                                                                        |
| 2002 | —— Дурная привычка (Реж.Малюков, Андрей Игоревич)                                                                |
| 2003 | —— Дневной представитель (Реж. В.Воробьев)                                                                       |
| 2004 | —— Спецназ, телесериал. (3 серии. Реж. Малюков, Андрей Игоревич)                                                 |
| 2004 | —— Диверсант (4 серии. Реж. Малюков, Андрей Игоревич)                                                            |
| 2005 | —— Грозовые ворота (4 серии. Реж. Малюков, Андрей Игоревич)                                                      |
| 2005 | —— На свете живут добрые и хорошие люди (Реж. Д.Астрахан)                                                        |
| 2006 | —— Любовь и страхи Марии (Реж. Чубриков Владимир)                                                                |
| 2007 | —— Сынок (Реж. А. Турович)                                                                                       |
| 2008 | —— Мы из будущего (Реж. Малюков, Андрей Игоревич)                                                                |
| 2009 | —— История летчика (сериал, Реж. А.Каплун)                                                                       |
| 2009 | —— Десантура (сериал, реж. В. Воробьев)                                                                          |
| 2010 | —— Побег (телесериал, реж. Малюков, Андрей Игоревич, Никифоров, Вячеслав Александрович)                          |
|      | |